# Halgrims død
Halgrims død er en dansk kortfilm fra 2000, der er instrueret af Jens Mikkelsen efter manuskript af ham selv og Claus Skytte.

## Handling
Denne artikel mangler et handlingsreferat. Hjælp os med at skrive det.

## Medvirkende
- Martin Buch - Halgrim
- Sara Bro - Vikingkvinde
- Baard Owe - Den vise mand
- Søren Poppel - Gutten Mjødhund
- Claus Skytte - Død viking
- Julie Rühmann - Kvinde
- Klaus Thyman - Mand